# Mesostenus coreanus
Mesostenus coreanus är en stekelart som först beskrevs av Kim 1955.  Mesostenus coreanus ingår i släktet Mesostenus och familjen brokparasitsteklar. Inga underarter finns listade i Catalogue of Life.